# Douglas Graf von Saurma-Jeltsch
Douglas Graf von Saurma-Jeltsch (* 10. September 1966 in Marburg, Hessen) ist ein deutscher Betriebswirt und war von 2006 bis 2012 Botschafter des Souveränen Malteserordens in Litauen.
Douglas Graf von Saurma besuchte die Stiftsschule St. Johann in Amöneburg und studierte Betriebswirtschaft an der European Business School in Oestrich-Winkel sowie in London und Paris. Nach Abschluss seines Studiums arbeitete er von 1993 bis 1997 für die ProSieben Television GmbH. In dieser Zeit war er zum einen mit der Einführung von Verschlüsselungsverfahren im Pay-TV Bereich, sowie mit dem Aufbau von Home Order Television (heute: HSE24), einem Teleshopping-Sender, der am 16. Oktober 1995 als der erste Teleshopping-Sender Deutschlands startete, beteiligt. Seine Aufgaben hierbei umfassten neben dem Aufbau des Produktmanagements auch die Verantwortung für das Strategische Marketing.
Erste Berührungspunkte mit dem Souveränen Malteserorden ergaben sich für Graf von Saurma-Jeltsch in den späten 1990er Jahren, als er von 1997 bis 1999 als deren Bezirksgeschäftsführer in Frankfurt am Main fungierte. Im Jahr 2004 wurde er schließlich Mitglied im Malteserorden. Zwei Jahre später wurde er 2006 Botschafter des Souveränen Malteserordens in Litauen und löste damit Peter Freiherr von Fürstenberg ab.
Als Mitglied im Geschäftsführenden Vorstand des Malteser Hilfsdienstes verantwortet Graf von Saurma-Jeltsch seit dem 1. Januar 2010 die Bereiche Mitgliedergewinnung und Verwaltung, Kommunikation, Fundraising, Malteser Stiftung, Auslandsdienst sowie Malteser International und das Malteser Service-Center.
Im Jahr 2012 nahm er an der Doku-Soap Undercover Boss teil, in der er als Praktikant in sechs Dienststellen unerkannt mitarbeitete.
Seit 2014 ist von Saurma-Jeltsch Vizepräsident im Senat der Wirtschaft e.V, ein Verein, der sich nach Eigendarstellung für die „Förderung einer ökologischen und sozialen Marktwirtschaft“ einsetzt.